# Onderzeebootoorlogsinsigne

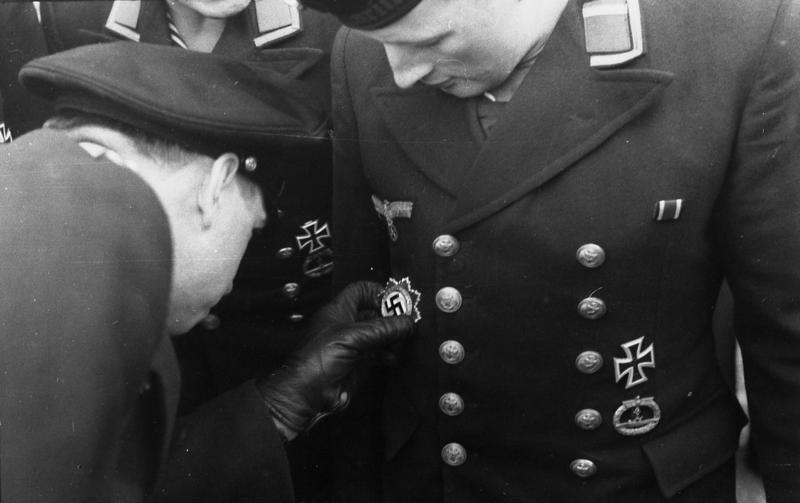
De correcte draagwijze van het Onderzeebootoorlogsinsigne (rechts onder het IJzeren Kruis 2e klasse) op het tenue van een zeeman.

Het Onderzeebootoorlogsinsigne (Duits: U-Boot-Kriegsabzeichen) was een Duitse onderscheiding voor de onderzeebootbemanning gedurende de Eerste Wereldoorlog en de Tweede Wereldoorlog.

## Geschiedenis
Het Onderzeebootoorlogsinsigne werd ingesteld op 1 februari 1918, tijdens de Eerste Wereldoorlog. Het insigne was een erkenning voor onderzeebootbemanningen die drie oorlogspatrouilles voltooid hadden. Het insigne werd gedragen op de linkerzijde van het uniform. Het was een ovaal gevormde lauwerkrans met daarop in het midden gelegen een onderzeeboot, met daarbovenop een Duitse Reichskrone.
Het Onderzeebootoorlogsinsigne werd op 13 oktober 1939 kort na het begin van de oorlog opnieuw ingesteld. Het was gelijk aan het originele insigne met uitzondering van de Pruisische kroon, deze werd vervangen door een Duitse adelaar met een hakenkruis toegevoegd. En er werd ook een modernere onderzeeboot gebruikt.
Er waren verschillende criteria om deze onderscheiding te kunnen ontvangen. De meest gebruikelijke criteria was, de voltooiing van twee oorlogspatrouilles. Maar het voltooien van twee oorlogspatrouilles mag dan een lage eis lijken, één oorlogspatrouille kon wel maanden achtereen duren. Het contrast met het Infanterie-Sturmabzeichen dat na drie aanvallen al toegekend kon worden. Dat betekende dat deze tijdens drie aanvallen binnen één week verkregen kon worden. Het voltooien van twee oorlogspatrouilles was alleen niet langer, maar het was evenzeer gevaarlijker omdat een onderzeeboot continu bloot stond aan aanvallen van geallieerde vliegtuigen en oorlogsschepen.
Gedurende het laatste deel van de oorlog, werden de onderzeeboot verliezen zo groot dat vele bemanningen nooit voorbij de tweede patrouille kwamen. Het tweede criteria wanneer dit insigne toegekend werd, was het voltooien of een succesvolle eerste patrouille en gewond raken of sneuvelen. Bij sneuvelen werd het insigne gepresenteerd aan de nabestaande.
Bekende schilder en graficus Paul Casberg ontwierp het Onderzeebootoorlogsinsigne. De opdracht voor de productie van de insignes werd voornamelijk aan de Berlijnse firma C. Schwerin und Sohn gegund. Later werd het insigne ook geproduceerd door firma Rudolf Souval in Wenen.

## Klasse

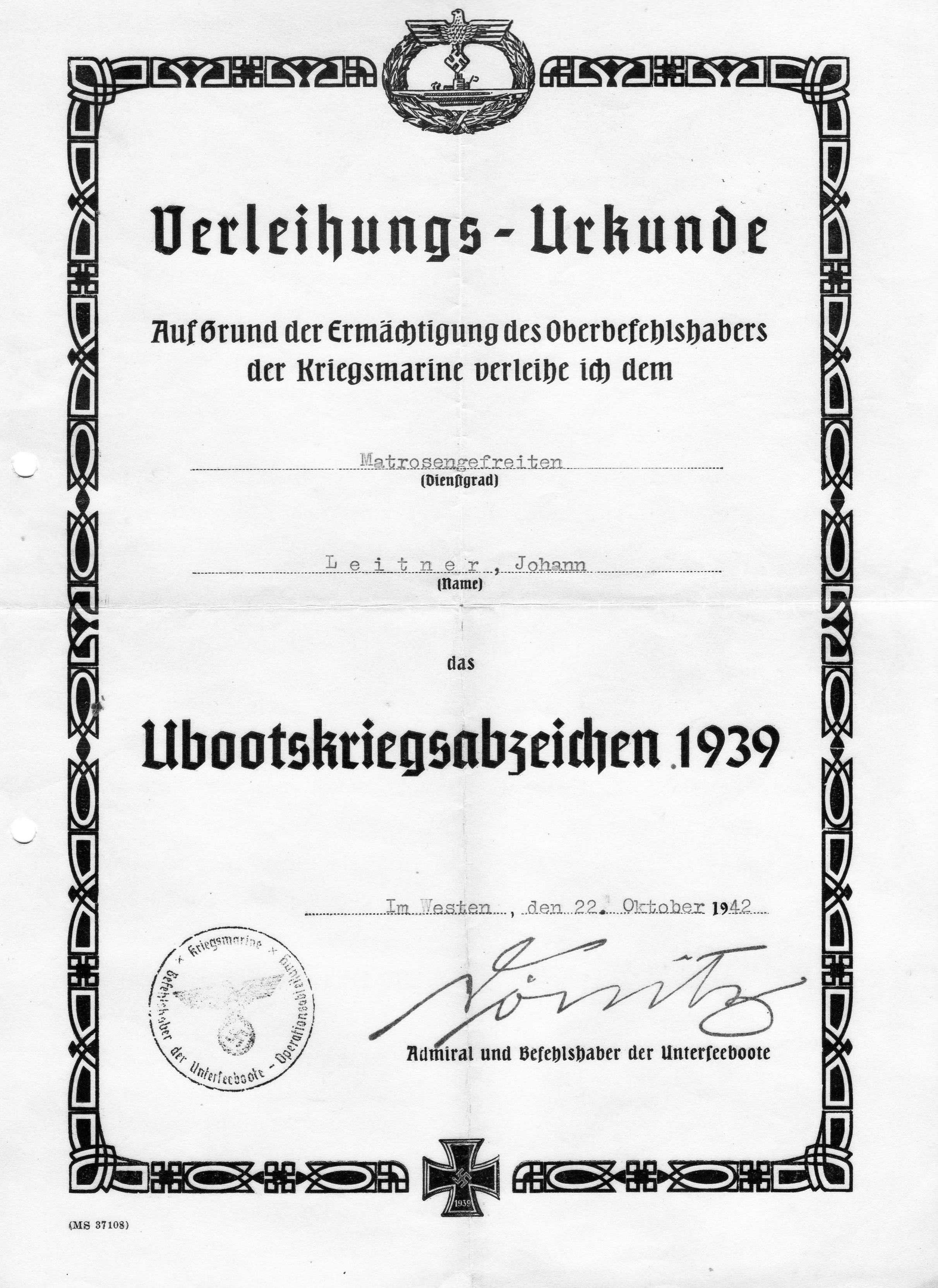
Oorkonde voor het U-Boot-Kriegsabzeichen 1939.

Het insigne werd in twee klasse toegekend:

### Onderzeebootoorlogsinsigne
Het Onderzeebootoorlogsinsigne werd meestal toegekend na twee oorlogspatrouilles. Bij de succesvolle commandanten werden het insigne al toegekend na één oorlogspatrouille, zoals bij Rolf Thomsen van de U-1202.

### Onderzeebootoorlogsinsigne met Briljanten

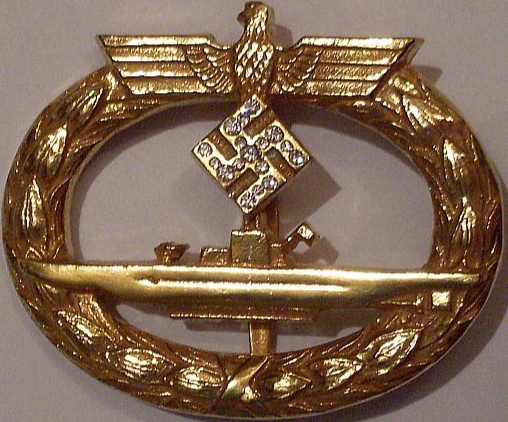
Het Onderzeebootoorlogsinsigne met Briljanten.

Het Onderzeebootoorlogsinsigne met Briljanten was een speciale uitgave die toegekend werd aan de onderzeebootkapiteins die al met het Ridderkruis met Eikenloof onderscheiden waren. Dit insigne was niet gebaseerd op enige verdiensten en was ook geen officiële oorlogsdecoratie. Het werd gegeven als extra blijk van waardering voor de ontvangers van het Eikenloof.
In 1941 werd dit insigne ingesteld. Het ontwerp was gelijk aan dat van het Onderzeebootoorlogsinsigne. Het werd gefabriceerd door de firma Schwerin uit Berlijn. Het was gemaakt van verguld zilver en had op het hakenkruis negen ingelegde kleine briljanten.
Er werden ongeveer 30 insignes toegekend. Großadmiral Karl Dönitz droeg een unieke versie van het insigne welke op de krans én op het hakenkruis ingelegd was met briljanten. Hij droeg ook het U-Boot-Kriegsabzeichen (1918) samen met het U-Boot-Kriegsabzeichen (1939).

### Dragers van het Onderzeebootoorlogsinsigne met Briljanten
| 1. Korvettenkapitän Heinrich Bleichrodt in september 1942 - oktober 1942 2. Fregattenkapitän Albrecht Brandi in april 1943 3. Korvettenkapitän Otto von Bülow in april 1943 4. Großadmiral Karl Dönitz (speciale klasse) 5. Korvettenkapitän Carl Emmermann op 1 oktober 1943 6. Kapitanleutnant Engelbert Endrass op 18 juli 1941 7. Kapitänleutnant Friedrich Guggenberger in 1943 8. Korvettenkapitän Robert Gysae in 1943/1944 9. Korvettenkapitän Reinhard Hardegen op 7 mei 1942 10. Kapitän zur See Werner Hartmann in november 1944 11. Korvettenkapitän Werner Henke in 1943/1944 12. Fregattenkapitän Otto Kretschmer in 1941 13. Kapitänleutnant Hans-Günther Lange op 29 april 1945. Eikenloof uitreiking, briljant klasse niet meer uitgereikt voor het einde van de oorlog. 14. Korvettenkapitän Georg Lassen op 22 oktober 1944 15. Fregattenkapitän Heinrich Lehmann-Willenbrock in 1942 16. Fregattenkapitan Heinrich Liebe in 1941 17. Kapitän zur See Wolfgang Lüth op 26 januari 1943 18. Kapitän zur See Karl-Friedrich Merten op 30 januari 1943 19. Korvettenkapitän Johann Mohr op 13 januari 1943 20. Kapitänleutnant Rolf Mützelburg (postuum), toekenning twijfelachtig 21. Korvettenkapitan Günther Prien in 1941 22. Kapitänleutnant Joachim Schepke in 1941 23. Korvettenkapitän Adalbert Schnee in 1942 24. Kapitän zur See Klaus Scholtz in 1942/1943 25. Kapitän zur See Victor Schütze op 15 juli 1941 26. Korvettenkapitän Herbert Schultze op 15 juli 1941 27. Fregattenkapitän Reinhard Suhren op 31 december 1941 28. Kapitänleutnant Rolf Thomsen op 29 april 1945. Eikenloof uitreiking, briljant klasse niet meer uitgereikt voor het einde van de oorlog. 29. Fregattenkapitän Erich Topp op 11 april 1942 |

## Na de Tweede Wereldoorlog
Het insigne is van een hakenkruis voorzien. Dat betekent dat het verzamelen, tentoonstellen en verhandelen van deze onderscheidingen in Duitsland aan strenge wettelijke regels is onderworpen. Op 26 juli 1957 vaardigde de Bondsrepubliek Duitsland een wet uit waarin het dragen van onderscheidingen met daarop hakenkruizen of de runen van de SS werd verboden. In de gedenazificeerde uitvoering mogen de badges wel worden gedragen.